# Цейлонская атрофанеура
Цейлонская атрофанеура (лат. Pachliopta jophon) — вид бабочек из семейства парусников (Papilionidae). Размах крыльев самца 90-110 мм, самки — до 120—130 мм. Половой диморфизм выражен слабо. Самки отличаются более широкими передними крыльями и более крупными белыми и красными пятнами в окраске крыльев.
Эндемик острова Шри-Ланка, на котором приурочен к центральной, покрытой холмами области. Обитает по окраинам влажных тропических лесов, произрастающих на средних высотах (50-70 м) около Ратнапуры, Балангоды и Морапитии. Также обитает в лесном заповеднике Синхараджа.
Ранее рассматривался в качестве подвида Pachliopta hector.

## Замечания по охране
Экспорт, реэкспорт и импорт Atrophaneura jophon регулируется СИТЕС.